# 後藤忠政
後藤 忠政（ごとう ただまさ、1942年9月16日 - ）は、カンボジアの実業家で、元暴力団員。本名は後藤 忠正（読み同じ）。指定暴力団・山口組の幹部構成員として活動し、2008年に引退後、カンボジアで実業家に転身。日本航空（JAL）の個人筆頭株主でもあった。

## 来歴

### 生い立ち
1942年、東京市荏原区（現・品川区)に4人兄弟の末っ子として出生。祖父は富士川発電や伊豆箱根鉄道を興した実業家の後藤幸太郎であった。母を踏切事故で失い、戦争の激化により、2歳の時に父の実家がある静岡県富士宮市に疎開して以降、同地で育った。後藤家は没落しており、小学生時代の忠政は納豆売りをして学習用ノートを買うなど、貧しい生活を送った。

### ヤクザとしての活動
地元の富士宮を拠点に愚連隊として活動後、17歳で正式にヤクザとなる。20歳で松葉会系組織に移籍し、トラブルを抱えていた稲川会系組員を日本刀で襲撃。殺人未遂容疑で起訴され、2年10ヶ月の月日を甲府刑務所で過ごす。出所時の1965年は、警察当局の第一次頂上作戦による影響で、全国的に暴力団組織が壊滅・弱体化していた時期であるが、後藤はその情勢下で勢力を保ち続けた山口組傘下川内組に移籍する。
1969年、富士宮市で川内組内に後藤組を設立する。上部団体の川内組は、山口組菅谷組の傘下であり組長の川内弘は菅谷組舎弟を務めていた。1977年に川内が殺害され、川内組が実質的に壊滅すると、後藤は浜松市を拠点とする山口組傘下伊堂組（組長・伊堂敏雄）に舎弟として移籍した。1984年7月、竹中正久を組長とする四代目山口組が発足すると伊堂は引退し、後藤が山口組の直参へ昇格、後藤組も内部昇格の形で山口組の二次団体となった。
後藤は武闘派として、同年に勃発した一和会との山一抗争で積極的に働いた他、
渡辺芳則を組長とする五代目山口組の東京進出に際しては、その先駆けとなって勢力の拡大に寄与した。1992年には後藤組組員5人が、暴力団を描いた映画『ミンボーの女』の監督伊丹十三を襲撃した。
2002年7月、山口組若頭補佐に就任し、これにより後藤は山口組執行部の一員となる。その後、六代目山口組が発足した2005年7月に舎弟に直った。

### 山口組除籍
2008年10月、後藤の9月の誕生日を祝って開かれたゴルフコンペに細川たかし、小林旭、角川博、松原のぶえ、中条きよし、須之内美帆子、益子梨恵らが参加していたことが報じられた。
これを受けNHKが細川、小林、角川、松原、中条の5人（残りの2名はNHK出演はない）の番組への出演を数ヶ月間見合わせた。また、山口組執行部も事態を重く捉え、病気を理由に本部の定例会を欠席しながら祝宴を開いたとして後藤を除籍した。これを機に後藤はヤクザを引退した。

### 引退後
2009年4月8日、神奈川県伊勢原市の天台宗の寺院・無常山浄発願寺で得度、法名・忠叡を名乗る。
かねてからの念願だった映画作りで、地元で起こった事件だったために気にかけていた袴田事件を題材として企画した2010年公開の映画『BOX 袴田事件 命とは』に私費3億円を投じ、救援活動に取り組んだ。
同年に自らの半生を語り下ろした自叙伝『憚りながら』（宝島社）を出版、後藤組と創価学会の関係について明らかにしたことなどが話題を呼び、ベストセラーになった。本書の印税は、2010年10月20日に「アンコール障害者協会」（Angkor Association for the Disabled=AAD）ならびにミャンマーのチャイカロット・パリヤティセンター＆モゴック・ビパサーナ僧院に全額寄付された。2011年には新章「東日本大震災と日本人」を加えて文庫化。この文庫版の印税でボランティア組織を設立し、福島第一原子力発電所事故で陸の孤島と化した地域へ支援物質を運搬した。この支援活動には村井秀夫刺殺事件の実行犯だった徐裕行が副代表として参加している。
2011年頃よりカンボジアに移住し、プノンペンの高級マンションに居住。カンボジアでは養鶏場経営などの実業を手掛けるとともに学校建設などボランティア活動も行っており、2012年末にはカンボジア国籍を取得し、伯爵に相当する『オンニャー』の称号を授与されオンニャー忠叡を名乗る。カンボジア政府高官に人脈を築いて、国会議員を目指すことも考えているという。
2016年3月、日本に帰国する。目的は検査入院であると見られ、関西国際空港から入国して東海道新幹線で東京へ向かい、渋谷区内の病院に入院したと報じられている。

## 家族
- 祖父・後藤幸正（旧名・幸太郎、1872-1949） ‐ 富士郡富丘村生まれ。地主。駿河銀行、富士水電駿豆鉄道（現・伊豆箱根鉄道）、東海石炭、東海自動車、神戸布引土地、東京電業などの役員ののち、下部温泉株式会社代表取締役[21]　[22][23]
- 父・後藤和吉（1899年生） ‐ 都内で酒問屋経営後、実家の富士宮市に転居。明治大学法科卒。[23][24]

## 事件

### アメリカでの肝臓移植
2001年4月、肝臓が悪化し、適合する肝臓を移植できるアメリカへ入国するため、連邦捜査局との間で山口組内部情報（山口組がアメリカで利用する金融機関や弘道会の幹部リストなど）を提供するなどの取引を行った。同年7月にカリフォルニア大学ロサンゼルス校（UCLA）付属病院で手術を受け、その際同院へ10万ドルを寄付、病院側が謝意を表明したプレートを院内に掲示したが、問題となり直後に撤去された。
2003年11月、アメリカの捜査当局は後藤からの情報を元に、山口組系五菱会の最高幹部だった梶山進の資金200万ドル（約2億円）を発見し、警察庁に連絡する。この資金は全額没収された。さらにアメリカはスイスの捜査当局と連携し新たに50億円を没収した。山口組の損失は約54億円に上ったが、後藤組の損失は0であった。

### 真珠宮ビル事件
2006年5月8日、東京都渋谷区のビル所有権を菱和ライフクリエイト（現・クレアスライフ）の社長らと共謀し不正変更した電磁的公正証書原本不実記録の容疑で、組関係者などとともに警視庁に逮捕された。翌年6月14日、病気を理由に弁護人が勾留の執行停止を申し立て、保釈金7000万円を払い保釈されたが、2012年2月13日に懲役2年執行猶予4年の有罪判決が確定した。

### 警視庁からの捜査情報漏出
2007年6月12日までに警視庁北沢署巡査長のパソコンから情報が流出し、警察がグラビアアイドル出身の女優、レースクイーン出身のタレント、声優で歌手の女性の3人を、捜査・監視の対象である後藤の愛人として把握していることが発覚した。

## 金融制裁指定
2015年12月9日、アメリカ財務省外国資産管理室（OFAC）は、後藤を国際緊急経済権限法・大統領令13581号に基づき、金融制裁の対象としたと発表した。
同日発表のプレスリリースでは、資金洗浄などを通して日本の暴力団関係者の世界的な非合法的活動を支援していると指摘し、後藤の本名並びに法名・「忠叡」や、カンボジアでの称号を冠した「アジャ忠叡」の呼称が掲載された。

## 著書
- 憚りながら（宝島社、2010）ISBN 9784796675475
  - 憚りながら（宝島社文庫、2011）ISBN 9784796681346